# Le Bersac
Pour les articles homonymes, voir Bersac (homonymie).
Le Bersac est une commune française située dans le département des Hautes-Alpes, en région Provence-Alpes-Côte d'Azur.
Ses habitants sont appelés les Bersacois.

## Géographie
La commune Le Bersac est située à 4 km de Serres.

### Climat
Pour des articles plus généraux, voir Climat de Provence-Alpes-Côte d'Azur et Climat des Hautes-Alpes.
En 2010, le climat de la commune est de type climat méditerranéen altéré, selon une étude du Centre national de la recherche scientifique s'appuyant sur une série de données couvrant la période 1971-2000. En 2020, Météo-France publie une typologie des climats de la France métropolitaine dans laquelle la commune est exposée à un climat de montagne ou de marges de montagne et est dans la région climatique Alpes du sud, caractérisée par une pluviométrie annuelle de 850 à 1 000 mm, minimale en été.
Pour la période 1971-2000, la température annuelle moyenne est de 10,1 °C, avec une amplitude thermique annuelle de 17,3 °C. Le cumul annuel moyen de précipitations est de 917 mm, avec 7,2 jours de précipitations en janvier et 5 jours en juillet. Pour la période 1991-2020, la température moyenne annuelle observée sur la station météorologique de Météo-France la plus proche, « Le Saix », sur la commune du Saix à 9 km à vol d'oiseau, est de 10,2 °C et le cumul annuel moyen de précipitations est de 865,4 mm. 
La température maximale relevée sur cette station est de 39,3 °C, atteinte le 23 août 2023 ; la température minimale est de −19 °C, atteinte le 7 février 2012,,.
Les paramètres climatiques de la commune ont été estimés pour le milieu du siècle (2041-2070) selon différents scénarios d'émission de gaz à effet de serre à partir des nouvelles projections climatiques de référence DRIAS-2020. Ils sont consultables sur un site dédié publié par Météo-France en novembre 2022.

## Urbanisme

### Typologie
Au 1er janvier 2024, Le Bersac est catégorisée commune rurale à habitat très dispersé, selon la nouvelle grille communale de densité à 7 niveaux définie par l'Insee en 2022.
Elle est située hors unité urbaine et hors attraction des villes,.

### Occupation des sols
L'occupation des sols de la commune, telle qu'elle ressort de la base de données européenne d’occupation biophysique des sols Corine Land Cover (CLC), est marquée par l'importance des territoires agricoles (51,1 % en 2018), en diminution par rapport à 1990 (53,6 %). La répartition détaillée en 2018 est la suivante : 
terres arables (40,6 %), forêts (28,6 %), milieux à végétation arbustive et/ou herbacée (11,2 %), zones agricoles hétérogènes (7,4 %), espaces ouverts, sans ou avec peu de végétation (4,9 %), zones urbanisées (4,2 %), prairies (3,1 %), eaux continentales (0,1 %).
L'évolution de l’occupation des sols de la commune et de ses infrastructures peut être observée sur les différentes représentations cartographiques du territoire : la carte de Cassini (XVIIIe siècle), la carte d'état-major (1820-1866) et les cartes ou photos aériennes de l'IGN pour la période actuelle (1950 à aujourd'hui).

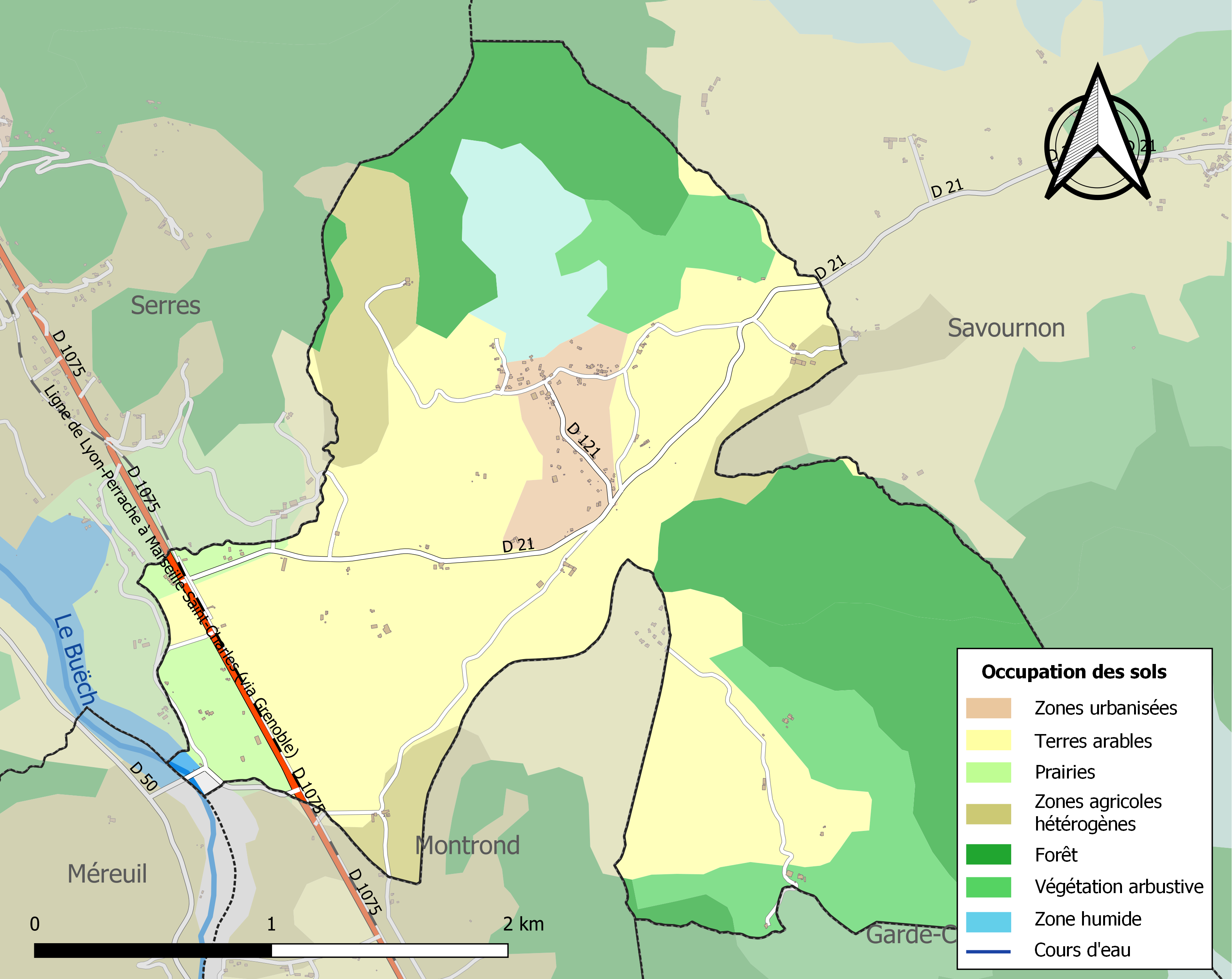
Carte de l'occupation des sols de la commune en 2018 (CLC).

## Toponymie
Le Bersac était un hameau du village important de Savournon.
Le nom de la localité est attesté sous les formes Barzas en 1203, Barzanum en 1206, Barsanum en 1203 dans le cartulaire de l'abbaye de Durbon, Barza en 1210, le Barsan en 1462, le Barsac en 1762.
On trouve l’origine de ce mot dans les langues latine et grecque : de « Bar », en grec signifiant un lieu ou un air (dans le sens de pesanteur, comme baromètre) et de sanum qui en latin signifie « sain, pur ». Ainsi Le Bersac devrait son nom à l’air sain qui s’y respire, et à la brise légère, même les jours de canicule[réf. nécessaire].
Lo Bersac en occitan haut-alpin.

## Histoire
Des ateliers de débitage et de polissage du silex ont été mis au jour au lieu-dit Serre Muret dont on conserve les collections au musée de Gap. Une densité insolite de tumuli se trouve sur la rive gauche du Buëch, notamment au quartier de Guire : c’est l’indice d’un important peuplement à l’époque de l’Homo Faber dont le mode de vie ne portait à bâtir que de petits hameaux défendus par des murailles de pierre sèche.
Le Bersac est accrochée au flanc sud de la montagne d’Arambre. Celle-ci doit son nom probablement à cette déesse voconce Allambrina. En effet cette montagne est connue jusqu’au XVIIIe siècle sous le nom d’Allambre. Dans cette région, Allambrina était le nom d’une source-divinité, à laquelle les gaulois rendaient un culte spécial, comme ils le faisaient à l’encontre des sources pérennes.

## Politique et administration

### Liste des maires
| Période      | Période      | Identité                 | Étiquette | Qualité                    |
| ------------ | ------------ | ------------------------ | --------- | -------------------------- |
| avril 1944   | mai 1953     | Louis Martin             |           |                            |
| mai 1953     | juin 1959    | Gabriel Lombard          |           |                            |
| juin 1959    | mars 1989    | Robert Tourtet           |           |                            |
| mars 1989    | mars 2001    | Christian Brun           |           |                            |
| mars 2001    | janvier 2004 | Jacqueline Blanchard     |           |                            |
| janvier 2004 | mars 2008    | Christian Brun           |           |                            |
| mars 2008    | En cours     | M. Dominique Drouillard, | DVD       | Retraité Fonction publique |

### Intercommunalité
Le Bersac fait partie :
- de 1993 à 2017, de la communauté de communes du Serrois ;
- à partir du 1er janvier 2017, de la communauté de communes Sisteronais-Buëch.

## Population et société

### Démographie
L'évolution du nombre d'habitants est connue à travers les recensements de la population effectués dans la commune depuis 1793. Pour les communes de moins de 10 000 habitants, une enquête de recensement portant sur toute la population est réalisée tous les cinq ans, les populations de référence des années intermédiaires étant quant à elles estimées par interpolation ou extrapolation. Pour la commune, le premier recensement exhaustif entrant dans le cadre du nouveau dispositif a été réalisé en 2004.

En 2022, la commune comptait 139 habitants, en évolution de −7,95 % par rapport à 2016 (Hautes-Alpes : +0,4 %, France hors Mayotte : +2,11 %).
| 1793 | 1800 | 1806 | 1821 | 1831 | 1836 | 1841 | 1846 | 1851 |
| ---- | ---- | ---- | ---- | ---- | ---- | ---- | ---- | ---- |
| 180  | 179  | 198  | 167  | 212  | 199  | 203  | 227  | 219  |

| 1856 | 1861 | 1866 | 1872 | 1876 | 1881 | 1886 | 1891 | 1896 |
| ---- | ---- | ---- | ---- | ---- | ---- | ---- | ---- | ---- |
| 204  | 196  | 192  | 172  | 177  | 205  | 190  | 173  | 150  |

| 1901 | 1906 | 1911 | 1921 | 1926 | 1931 | 1936 | 1946 | 1954 |
| ---- | ---- | ---- | ---- | ---- | ---- | ---- | ---- | ---- |
| 153  | 168  | 148  | 124  | 123  | 109  | 101  | 103  | 107  |

| 1962 | 1968 | 1975 | 1982 | 1990 | 1999 | 2004 | 2006 | 2009 |
| ---- | ---- | ---- | ---- | ---- | ---- | ---- | ---- | ---- |
| 125  | 112  | 102  | 118  | 97   | 134  | 154  | 154  | 155  |

| 2014 | 2019 | 2022 | - | - | - | - | - | - |
| ---- | ---- | ---- | - | - | - | - | - | - |
| 150  | 142  | 139  | - | - | - | - | - | - |

### Enseignement
La commune dépend de l'académie d'Aix-Marseille. L'école communale du village est fermé depuis les années 1980, les élèves du villages débutent donc leur scolarité à Savournon. Ils la poursuivent au collège de Serres.

### Santé
Le Centre Hospitalier le plus proche est celui de Sisteron à 33 km.

## Culture locale et patrimoine

### Distinctions culturelles
Le Bersac fait partie des communes ayant reçu l’étoile verte espérantiste, distinction remise aux maires de communes recensant des locuteurs de la langue construite espéranto.

### Lieux et monuments
- Vestiges de la préhistoire.

- Maison seigneuriale du XIVe siècle, remaniée.

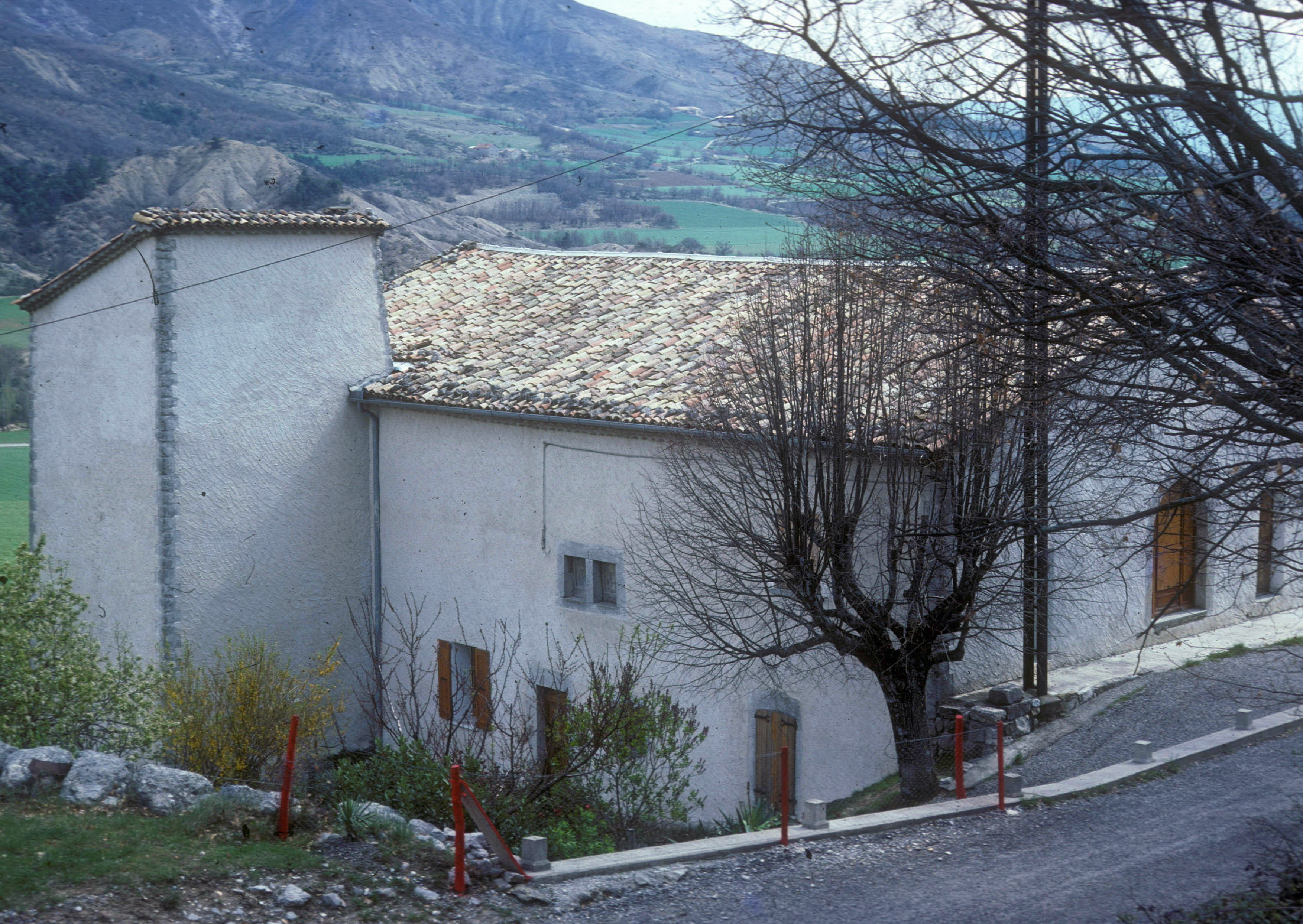
Façade nord de la maison seigneuriale.

- Église Saint-Laurent, du XIXe siècle.
- Musée privé de l’agriculture ; faune et flore.

### Héraldique
| Blason de Bersac (Le) | Blason  | D'or à la bande d'azur chargée de trois demi-vols à plomb d'argent. |
| Blason de Bersac (Le) | Détails | Le statut officiel du blason reste à déterminer.                    |